# Foment Gracienc de les Arts
El Foment Gracienc de les Arts, que com el seu nom indica va néixer al barri de Gràcia de Barcelona, va ser una associació, d'artistes escultors, pintors, ceramistes, forjadors etc. Es va constituir el 28 d'octubre del 1947, però ja constava anteriorment com a Fomento Graciense de las Artes, amb l'objectiu d'organitzar exposicions artístiques durant la Festa Major de Gràcia, així com en altres ocasions.
Els seus membres fundadors van ser, entre d'altres, Josep Mª Camps i Arnau, que va ser el seu primer president, Josep Barrillon i Paradell, Germà Bosch i Sanans, Arseni Pellicer i Bru, Rafael Massip i Tarragó, Francesc Coromines i Casaline, Jordi Baijet i Achón, Alexandre Schaaff de Bobes, Francesc Vilasis i Fernandez-Capallejà.
El Foment Gracienc de les Arts no va tenir una seu social fixa fins a l'any 1969, quan la Tinença d'Alcaldia del Districte de Gràcia va proporcionar un espai a l’entitat. Es tractava d’un estudi molt petit, al capdamunt de l’edifici del consistori a la Plaça de Rius i Taulet, 2 -2n. pis (des del 2008, Pl. de la Vila de Gràcia) i on els mateixos artistes van començar a fer classes i orientar de manera altruista, als socis novells que ho demanaven. Uns anys després, el 1979, va traslladar-se al Carrer Gran de Gràcia, 64-66, principal 2ª, on va disposar de més espai i va poder incorporar també, la disciplina d'escultura. Més tard, l’any 1999, es va traslladar al Carrer de Sant Pere Màrtir, 9-11, baixos, on va romandre fins al seu tancament, que va tenir lloc el maig del 2019.